# 작은 범주
범주론에서 작은 범주(-範疇, 영어: small category)는 그 대상의 모임과 사상의 모임이 충분히 “작은” 범주를 말한다. 그 정확한 의미는 사용하는 수학 기초론에 따라 달라지는데, 예를 들어 그로텐디크 전체를 사용할 경우 대상과 사상의 집합이 사용되는 그로텐디크 전체의 원소이어야 한다.:21–26, §Ⅰ.6–7

## 정의
범주들의 모임을 다루려면, 원하는 수학 기초론을 선택해야 한다. 여기서는 편의상 그로텐디크 전체를 사용하자.
그로텐디크 전체 {\displaystyle {\mathcal {U}}}가 주어졌다고 하자. {\displaystyle {\mathcal {U}}}-작은 범주 {\displaystyle {\mathcal {C}}}는 다음 조건을 만족시키는 범주이다.:22, §Ⅰ.6:12, Definition 1.2.1:§6:196
- {\displaystyle {\mathcal {C}}}의 대상들은 집합 {\displaystyle \operatorname {Ob} ({\mathcal {C}})}을 이루며, 이는 {\displaystyle {\mathcal {U}}}의 원소이다.
- {\displaystyle {\mathcal {C}}}의 사상들은 집합 {\displaystyle \operatorname {Mor} ({\mathcal {C}})}을 이루며, 이는 {\displaystyle {\mathcal {U}}}의 원소이다.

{\displaystyle {\mathcal {U}}}-작은 범주들과, 그 사이의 함자들과, 그 사이의 자연 변환들은 2-범주를 이룬다. 이를 {\displaystyle \operatorname {Cat} _{\mathcal {U}}}라고 표기하자.

### 국소적으로 작은 범주
임의의 범주 {\displaystyle {\mathcal {C}}}가 다음 조건을 만족시킨다면, {\displaystyle {\mathcal {U}}}-국소적으로 작은 범주({\displaystyle {\mathcal {U}}}-局所的으로 작은範疇, 영어: locally {\displaystyle {\mathcal {U}}}-small category)라고 한다.:197
- 임의의 두 대상 {\displaystyle X,Y\in \operatorname {Ob} ({\mathcal {C}})}에 대하여, {\displaystyle \hom _{\mathcal {C}}(X,Y)\in {\mathcal {U}}}이다.

## 연산
{\displaystyle \operatorname {Cat} _{\mathcal {U}}}는 {\displaystyle {\mathcal {U}}}-완비 범주이자 {\displaystyle {\mathcal {U}}}-쌍대 완비 범주이다. 즉, 임의의 {\displaystyle {\mathcal {U}}}-작은 범주 {\displaystyle {\mathcal {I}}} 및 함자
{\displaystyle D\colon {\mathcal {I}}\to \operatorname {Cat} _{\mathcal {U}}}
에 대하여, {\displaystyle D}는 극한과 쌍대극한을 갖는다. 특히,
- {\displaystyle \operatorname {Cat} _{\mathcal {U}}}의 시작 대상은 {\displaystyle \operatorname {Ob} (0)=\operatorname {Mor} (0)=\varnothing }인 유일한 범주 {\displaystyle 0}이다.
- {\displaystyle \operatorname {Cat} _{\mathcal {U}}}의 끝 대상은 {\displaystyle \operatorname {Ob} (1)=\{\bullet \}} (한원소 집합)이며, {\displaystyle \operatorname {Mor} (1)=\{\operatorname {id} _{\bullet }\}}인 유일한 범주 {\displaystyle 1}이다. (이를 준군으로 간주하면, 이는 자명군에 해당한다.)

{\displaystyle \operatorname {Cat} _{\mathcal {U}}}는 {\displaystyle {\mathcal {U}}}-국소적으로 작은 데카르트 닫힌 범주이며, 이 경우 지수 대상 {\displaystyle \hom(-,-)}은 (두 {\displaystyle {\mathcal {U}}}-작은 범주 사이의) 함자와 자연 변환의 범주 {\displaystyle \hom _{\operatorname {Cat} }(-,-)}이다. 다시 말해, 두 {\displaystyle {\mathcal {U}}}-작은 범주 사이의 함자 범주는 {\displaystyle {\mathcal {U}}}-작은 범주이다.:196

## 성질
{\displaystyle {\mathcal {U}}}-국소적으로 작은 범주 {\displaystyle {\mathcal {C}}}가 다음 조건을 만족시킨다고 하자.
- 임의의 기수 {\displaystyle \kappa \leq |{\mathcal {U}}|}와 임의의 대상 {\displaystyle X\in {\mathcal {C}}}에 대하여, 곱 {\displaystyle X^{\times \kappa }}이 존재한다.

그렇다면 {\displaystyle {\mathcal {C}}}는 원순서 집합이다.
:Theorem 2.1즉, 임의의 두 대상 사이의 사상의 수는 1개 이하이다.
범주 {\displaystyle {\mathcal {C}}}에 대하여 다음 두 조건이 서로 동치이다.
- {\displaystyle {\mathcal {C}}}는 {\displaystyle {\mathcal {U}}}-작은 범주와 동치이다.
- {\displaystyle {\mathcal {C}}}는 {\displaystyle {\mathcal {U}}}-국소적으로 작은 범주이며, 준층 범주 {\displaystyle \operatorname {PSh} ({\mathcal {C}})=\operatorname {Set} _{\mathcal {U}}^{{\mathcal {C}}^{\operatorname {op} }}} 역시 {\displaystyle {\mathcal {U}}}-국소적으로 작은 범주이다.

### 함자
{\displaystyle \operatorname {Set} _{\mathcal {U}}}가 {\displaystyle {\mathcal {U}}}-작은 집합과 함수의 범주라고 하자. 즉, 다음과 같은 범주라고 하자.
- {\displaystyle \operatorname {Ob} (\operatorname {Set} _{\mathcal {U}})={\mathcal {U}}}
- {\displaystyle \operatorname {Set} _{\mathcal {U}}}의 사상은 {\displaystyle {\mathcal {U}}}에 속하는 함수이다.

그렇다면, 망각 함자
{\displaystyle \operatorname {Ob} \colon \operatorname {Cat} _{\mathcal {U}}\to \operatorname {Set} _{\mathcal {U}}}
{\displaystyle \operatorname {Ob} \colon {\mathcal {C}}\mapsto \operatorname {Ob} ({\mathcal {U}})}
가 존재한다. 이는 오른쪽 수반 함자를 가지며, 이는 임의의 집합 {\displaystyle S}를 다음과 같은 범주로 대응시킨다.
- 대상은 {\displaystyle S}의 원소이다.
- 모든 사상은 항등 사상이다.

## 예
임의의 {\displaystyle {\mathcal {U}}}-작은 아벨 범주 {\displaystyle {\mathcal {A}}}에 대하여, 그 유도 범주 {\displaystyle \operatorname {D} ({\mathcal {A}})}를 취할 수 있다. 그러나 일반적으로 {\displaystyle \operatorname {D} ({\mathcal {A}})}는 {\displaystyle {\mathcal {U}}}-작은 범주가 아니며, 이를 다루려면 더 큰 그로텐디크 전체를 사용하거나, 또는 그로텐디크 아벨 범주 조건을 가정해야 한다.
칸토어 역설에 따라, {\displaystyle \operatorname {Cat} _{\mathcal {U}}}는 {\displaystyle \operatorname {Cat} _{\mathcal {U}}}의 대상이 아니다. 다만, {\displaystyle {\mathcal {U}}}를 포함하는 더 큰 그로텐디크 전체 {\displaystyle {\mathcal {U}}'\ni {\mathcal {U}}}이 주어졌을 때, {\displaystyle \operatorname {Cat} _{\mathcal {U}}}는 {\displaystyle \operatorname {Cat} _{{\mathcal {U}}'}}의 대상이 되며, 이 경우 포함 함자
{\displaystyle \operatorname {Cat} _{\mathcal {U}}\hookrightarrow \operatorname {Cat} _{{\mathcal {U}}'}}
가 주어진다.